# Affaire Tichborne

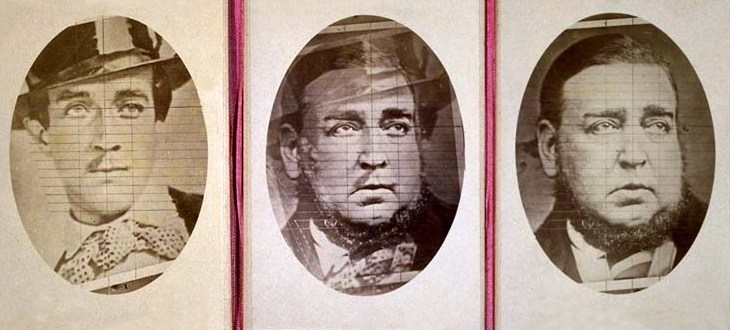
L'image fusionnée (au centre) prouvait selon les soutiens du requérant que Roger Tichborne (à gauche, en 1853) et le requérant (à droite, en 1874) n'était qu'une seule et même personne.

L’affaire Tichborne est une cause célèbre du droit britannique qui passionne l'Angleterre victorienne des années 1860 et 1870. Un individu, parfois dénommé Thomas Castro ou Arthur Orton mais qui le plus souvent est simplement appelé « le requérant » (the Claimant en anglais), revendique être l'héritier des baronnets Tichborne. Il ne parvient pas à le démontrer devant la justice et est convaincu de parjure ce qui lui vaut une longue peine de prison.
Roger Tichborne, héritier du titre et de la fortune de la famille est présumé mort dans un naufrage en 1854. Sa mère s'accroche à l'espoir qu'il ait survécu, et à la suite de rumeurs selon lesquelles il aurait atteint l'Australie, elle publie de nombreuses annonces dans les journaux australiens, offrant une récompense pour toute information. En 1866, un boucher désargenté connu sous le nom de Thomas Castro de Wagga Wagga s'annonce, prétendant être Roger Tichborne. Bien que ses manières et sa conduite soient peu raffinées, il obtient un soutien financier pour se rendre en Angleterre. Là-bas il est immédiatement accepté, par Lady Tichborne, comme son fils, bien que d'autres membres de la famille soient plus sceptiques et le dénoncent comme imposteur.
Au cours d'enquêtes approfondies, avant que l'affaire ne parviennent aux tribunaux, en 1871, des détails émergent suggérant que le requérant pourrait être Arthur Orton, fils d'un boucher de Wapping à Londres, qui avait pris la mer très jeune et avait été vu en Australie. Après qu'un tribunal civil ait rejeté la thèse du requérant, il est accusé de parjure, et fait campagne dans tout le pays afin d'obtenir un soutien populaire à sa cause. En 1874, le jury d'un tribunal criminel juge qu'il n'est pas Roger Tichborne et déclare qu'il est Arthur Orton. Avant de prononcer une peine de 14 ans d'emprisonnement, le juge condamne le comportement de l'avocat du requérant, Edward Kenealy, qui est ensuite radié du barreau en raison de sa conduite.

## Histoire des Tichborne
Les Tichborne, de Tichborne Park près d'Alresford dans le Hampshire, sont une ancienne famille anglaise catholique, influente dans la région avant même la conquête normande. Après la Réforme au XVIe siècle, bien qu'un de ses membres soit hanged, drawn and quartered comme complice de la conspiration Babington visant à assassiner la reine Élisabeth Ire, la famille en général se montre fidèle à la couronne britannique et en 1621 Benjamin Tichborne est créé baronnet pour services rendus au roi James Ier.
En 1803, le septième baronnet Sir Henry Tichborne, est capturé par les Français à Verdun pendant les guerres napoléoniennes et détenu comme prisonnier civil pendant quelques années. En captivité avec lui, il a son quatrième fils, James, et un noble Anglais, Henry Seymour de Knoyle. Malgré sa détention, Seymour parvient à nouer une liaison avec la fille du duc de Bourbon qui donne naissance, en 1807, à une fille, Henriette Félicité. Des années plus tard, lorsqu'Henriette dépasse son vingtième anniversaire et est toujours célibataire, Seymour pense que son ancien compagnon de captivité James Tichborne pourrait faire un mari idéal, bien que James soit aussi vieux que lui-même et physiquement fort peu engageant. Le couple se marie en août 1827 et le 5 janvier 1829 Henriette donne naissance à un fils, Roger Charles Doughty Tichborne.
Henry Joseph, le fils aîné de Sir Henry, lui succède, en 1821. Père de sept filles, il n'a pas d'héritier mâle. Comme les baronnies ne peuvent être héritées que par un homme, lorqu'Henry Joseph meurt, en 1845, c'est son jeune frère Edward, surnommé Doughty en raison d'un legs important qu'il a reçu, qui hérite du titre. L'unique fils d'Edward meurt pendant l'enfance, de sorte que James Tichborne devint le suivant dans la ligne de succession de la baronnie, et après lui, Roger. Comme la fortune de la famille a considérablement augmenté grâce aux apports de l'héritage de Doughty, cela représente une perspective plus qu'encourageante,.
Après la naissance de Roger, Jacques et Henriette ont encore trois enfants : deux filles, mortes en bas âge, et un second fils, Alfred, né en 1839. Le mariage n'est pas heureux, et le couple vit la plupart du temps séparé, lui en Angleterre, elle à Paris avec Roger. Pour cette raison, Roger parle principalement français, et son anglais est teinté d'un fort accent. En 1845, James décide que Roger doit terminer ses études en Angleterre et le place dans un pensionnat jésuite, le Stonyhurst College, où il reste jusqu'en 1848. En 1849, il passe les examens d'admission de l'armée britannique et obtient ensuite une commission dans le 6th Dragoon Guards, où il sert, pendant trois ans, principalement en Irlande.
Pendant ses permissions, Roger demeure souvent chez son oncle Edward à Tichborne Park et est attiré par sa cousine Katherine Doughty, de quatre ans sa cadette. Sir Edward et son épouse, bien qu'ils soient attachés à leur neveu, ne considèrent pas le mariage entre cousins germains comme souhaitable. À un certain moment il est interdit au jeune couple de se rencontrer, mais ils continuent à le faire clandestinement. Se sentant harcelé et frustré, Roger espère échapper à cette situation grâce à une période de service à l'étranger. Cependant, lorsqu'il devient clair que le régiment reste dans les îles Britanniques, il démissionne. Le 1er mars 1853, il part pour un voyage privé en Amérique du Sud à bord de La Pauline, à destination de Valparaíso au Chili.

## Voyages et disparition
Le 19 juin 1853, La Pauline atteint Valparaiso, où des lettres informent Roger que son père est devenu baronnet, Sir Edward étant décédé en mai. En tout, Roger passe dix mois en Amérique du Sud, accompagné lors des premières étapes par un domestique de la famille, John Moore. Au cours de son voyage à l'intérieur des terres, il doit avoir visité la petite ville de Melipilla, qui se trouve sur la route entre Valparaiso et Santiago. Moore, qui est tombé malade, a été remercié à Santiago, tandis que Roger se rend au Pérou, où il fait un long périple de chasse. Fin 1853, il est de retour à Valparaiso. Au début de la nouvelle année, il commence une traversée de la Cordillère des Andes. Fin janvier, il atteint Buenos Aires, où il écrit à sa tante, Lady Doughty, indiquant qu'il se dirige vers le Brésil, puis la Jamaïque et enfin le Mexique. Les derniers signes de vie de Roger sont à Rio de Janeiro, en avril 1854, dans l'attente d'un passage pour la Jamaïque. Bien que démuni de passeport, il a obtenu une place sur un voilier, le Bella, qui part pour la Jamaïque le 20 avril,.
Le 24 avril 1854, la coque d'un navire chaviré, portant le nom de Bella, est découvert au large des côtes brésilienne, ainsi que quelques débris, mais aucun corps. La perte du navire et de son équipage est déclarée. On annonce à la famille Tichborne, en juin, que Roger doit être présumé disparu, mais ils conservent une lueur d'espoir, alimentée par des rumeurs, selon lesquelles un autre navire aurait secouru les survivants et les aurait emmenés en Australie,. Sir James Tichborne meurt en juin 1862, à ce stade, Roger, s'il est vivant, devient le onzième baronnet. Comme il est alors présumé mort, le titre passe à son frère cadet Alfred, dont l'imprudence financière le conduit rapidement au bord de la faillite. Tichborne Park doit même être abandonné et mis en location.
Encouragée par le sentiment maternel que son fils aîné est bel et bien vivant, en février 1863, Lady Tichborne  commence à placer régulièrement des annonces dans The Times offrant une récompense pour des informations sur Roger Tichborne et le sort du Bella. Sans résultat. En mai 1865, Lady Tichborne lit une annonce placée par Arthur Cubitt de Sydney, en Australie, au nom de son agence intitulée « Missing Friends Agency » (Agence des Amis Disparus). Elle lui écrit et il accepte de placer une série d'annonces dans les journaux australiens. Ceux-ci donnent des détails sur le dernier voyage du Bella et décrivent Roger Tichborne comme « étant d'une constitution délicate, plutôt grand, avec des cheveux bruns très clair et les yeux bleus ». Une « récompense plus que généreuse »  est offerte « pour toute information qui permettrait de manière certaine d'être fixé sur son destin ».

## Le requérant

### En Australie
En octobre 1865 Cubitt informe Lady Tichborne que William Gibbes, un avocat de Wagga Wagga, a identifié Roger Tichborne en la personne d'un boucher local en faillite se faisant appeler Thomas Castro. Lors de l'examen de sa faillite Castro a mentionné un droit de propriété en Angleterre. Il a également indiqué avoir subi un naufrage et fume une pipe de bruyère portant les initiales « RCT ». Lorsque sommé par Gibbes de révéler son vrai nom, Castro s'est d'abord montré réticent, mais a finalement convenu qu'il est bien le disparu Roger Tichborne. Désormais, il devient généralement connu comme « le requérant »,.
Cubitt offre d'accompagner le fils supposé perdu en Angleterre et écrit à Lady Tichborne pour lui réclamer des fonds,. Pendant ce temps Gibbes réclame au requérant de procéder à son testament et d'écrire à sa mère. Dans ce testament Lady Tichborne est nommée « Hannah Frances » et il est fait état de nombreuses parcelles de propriété des Tichborne inexistantes. Dans la lettre à sa mère, les références du requérant à son ancienne vie sont vagues et équivoques mais suffisent à convaincre Lady Tichborne qu'il est son fils aîné. Sa volonté d'accepter le requérant comme son fils peut avoir été influencée par la mort de son cadet, Alfred, en février.
En juin 1866, le requérant se rend à Sydney, où il est en mesure de lever des fonds auprès de banques sur la base de la déclaration solennelle qu'il est Roger Tichborne. Ce document retrouvé ultérieurement contient de nombreuses erreurs, bien que la date de naissance et les détails de filiation soient donnés correctement. Il comprend un bref compte rendu de la façon dont il est arrivé en Australie: lui et d'autres naufragés du Bella, dit-il, ont été secourus par le Osprey, à destination de Melbourne. En arrivant, il a pris le nom de Thomas Castro, une connaissance de Melipilla, et a erré, pendant quelques années, avant de s'installer à Wagga Wagga. Il a épousé une femme-de-chambre enceinte, Mary Ann Bryant, et accueillit son enfant, une fille, comme la sienne, une autre fille est née en mars 1866,.
Pendant son séjour à Sydney le requérant rencontre deux anciens domestiques de la famille Tichborne. L'un était jardinier, Michael Guilfoyle, qui tout d'abord reconnait Roger Tichborne mais plus tard change d'avis quand on lui demande de fournir de l'argent pour faciliter son retour en Angleterre. Le second, Andrew Bogle, avait travaillé pour Sir Edward pendant de nombreuses années. Bogle ne reconnaît pas immédiatement le requérant, dont la corpulence, il fait alors 86 kg, contraste fortement avec celle de Roger qu'il a connu plutôt élancé. Cependant, Bogle admet rapidement que le requérant est Roger, et en restera convaincu jusqu'à sa mort. Le 2 septembre 1866, le requérant, après avoir reçu des fonds d'Angleterre, embarque à Sydney à bord du Rakaia avec sa femme et ses enfants et un petit aréopage qui comprend Bogle. La bonne chère à Sydney lui a fait prendre du poids, au départ il pèse 95 kg, et pendant le voyage, il prend encore 18 kg. Après un périple nécessitant plusieurs changements de navires, le groupe arrive à Tilbury, le 25 décembre 1866.

### Reconnu par la mère de Roger Tishborne
Après avoir déposé sa famille dans un hôtel à Londres, le requérant se rend au domicile de Lady Tichborne et se voit répondre qu'elle est à Paris. Il se rend ensuite à Wapping dans l'East London, où il se renseigne sur la famille Orton. Apprenant qu'ils ont quitté la région, il s'identifie auprès d'un voisin comme étant un ami d'Arthur Orton, qui, dit-il est l'un des hommes les plus riches d'Australie. La signification de la visite à Wapping ne devient apparente que plus tard. Le 29 décembre le requérant visite Alresford et descend au Swan Hotel, où le propriétaire lui trouve une ressemblance avec les Tichborne. Le requérant lui confie qu'il est Sir Roger, le disparu, mais lui demande de garder le secret. Il cherche aussi des informations sur la famille Tichborne.
De retour à Londres, le requérant engage l'avocat, John Holmes, qui accepte de l'accompagner à Paris pour rencontrer Lady Tichborne. Cette rencontre a lieu le 11 janvier à l'Hôtel de Lille. Dès qu'elle voit son visage, Lady Tichborne le reconnait. À la demande de Holmes elle dépose auprès de l'ambassade britannique une déclaration signée témoignant officiellement que le requérant est son fils. Elle reste impassible quand le Père Chatillon, tuteur de Roger pendant son enfance, déclare que le requérant est un imposteur, et elle permet à Holmes d'informer The Times à Londres qu'elle a reconnu Roger. Elle lui confère une rente de 1 000 £ par an et l'accompagne en Angleterre pour affirmer son soutien devant les membres plus sceptiques de la famille Tichborne.

## L'affaire se noue

### Soutien et opposition
Le requérant acquiert rapidement d'importants partisans : l'avocat de la famille Tichborne, Edward Hopkins, l'accepte comme étant le disparu, ainsi que J.P. Lipscomb, le médecin de famille. Lipscomb, après un examen médical approfondi, indique que le requérant possède une malformation génitale distinctive. Il est par la suite suggéré que Roger Tichborne était porteur de ce même défaut, mais cela n'a pas pu être établi au-delà de toute spéculation ou rumeur,. Beaucoup de gens sont impressionnés par la capacité apparente du requérant à se rappeler certains petits détails d'enfance de la vie de Roger Tichborne, tels que le matériel de pêche à la mouche qu'il utilisait. Plusieurs soldats qui ont servi avec Roger dans les Dragoons, y compris son ancien ordonnance Thomas Carter, reconnaissent le requérant comme étant Roger,. Parmi les autres partisans notables on peut citer Lord Rivers, un propriétaire terrien et un sportif, ainsi que Guildford Onslow, député libéral de Guildford qui est devenu l'un des plus ardents défenseurs du Requérant. Rohan MacWilliam, dans son compte rendu de l'affaire, trouve ce degré de reconnaissance remarquable, compte tenu notamment de la très forte corpulence du requérant comparé à un Roger décrit comme élancé. À la mi-juin 1867 le poids de la requérant a atteint près de 140 kg et va augmenter encore plus dans les années qui suivent,
Malgré l'insistance de Lady Tichborne à reconnaître le requérant comme son fils, le reste des Tichborne et leurs familles alliées sont presqu'unanimes à crier à l'imposture. Ils ont reconnu le jeune fils d'Alfred Tichborne, Henry Alfred, comme douzième baronnet. Lady Doughty, la veuve de Sir Edward, a d'abord accepté les preuves venues d'Australie, puis a changé d'avis peu après l'arrivée du requérant en Angleterre. Henry Seymour, frère de Lady Tichborne, dénonce le requérant comme étant un imposteur lorsqu'il constate que celui-ci ne parle ni ne comprend le français (première langue de Roger dans son enfance) et n'a aucune trace d'accent français lorsqu'il s'exprime. Le requérant n'a pas su identifier plusieurs membres de la famille et se plaint de tentatives pour le prendre en défaut en lui présentant des imposteurs,. Il fait une impression négative sur Vincent Gosford, ancien intendant de Tichborne Parc, lorsque celui-ci lui demande de décrire le contenu d'un paquet que Roger laissa à Gosford avant son départ en 1853, et qu'il déclare ne pas s'en souvenir,. La famille estime que le requérant a acquis, de la part de Bogle et d'autres sources, des renseignements qui lui permettent d'afficher certaines connaissances des affaires de la famille, y compris, par exemple, l'emplacement de certaines images de Tichborne Park. En dehors de Lady Tichborne, un lointain cousin, Anthony John Wright Biddulph, est le seul membre de la famille qui reconnaisse le requérant comme étant Roger. Toutefois, aussi longtemps que Lady Tichborne est en vie et lui manifeste son soutien, la position du requérant reste solide.
Le 31 juillet 1867, le requérant subit un interrogatoire à la Chancery Division de la Royal Courts of Justice. Il témoigne qu'après son arrivée à Melbourne en juillet 1854, il a travaillé pour William Foster, un éleveur de Gippsland, sous le nom de Thomas Castro. C'est là qu'il a rencontré Arthur Orton, un compatriote anglais. Après avoir quitté son emploi chez Foster le requérant a ensuite erré dans le pays, parfois avec Orton, occupant divers emplois avant de s'installer comme boucher à Wagga Wagga en 1865. Sur la base de ces informations, la famille Tichborne envoie un agent, John Mackenzie, en Australie pour faire des recherches complémentaires. Mackenzie trouve la veuve de Foster, qui produit d'anciens livres de compte de l'éleveur. Ceux-ci ne font aucune référence à Thomas Castro, cependant un certain Arthur Orton y est bien enregistré. La veuve de Foster identifie également le requérant sur une photographie comme étant Arthur Orton, offrant ainsi la première preuve directe qu'il pourrait, en fait, s'agir d'Orton. À Wagga Wagga un habitant se rappelle le boucher Castro lui disant qu'il a appris son métier à Wapping. Lorsque cette information parvient à Londres, des enquêtes sont effectuées à Wapping par un détective privé, ex-inspecteur de police Jack Whicher, et la visite du requérant, en décembre 1866, y est révélée,.

### Orton
Arthur Orton, fils d'un boucher, né le 20 mars 1834 à Wapping, avait pris la mer, très jeune, et s'était rendu au Chili au début des années 1850. Courant 1852, il est arrivé à Hobart, en Tasmanie, sur le cargo Middleton et plus tard s'est installé en Australie continentale. Son emploi chez Foster à Gippsland s'achève, vers 1857, par un litige salarial. Ensuite, il disparaît. S'il n'est pas Castro, il n'existe aucune autre preuve directe de l'existence d'Orton, bien que des efforts considérables soient déployés pour le retrouver. Le requérant laisse entendre que certaines de ses activités avec Orton étaient de nature criminelle et que, pour confondre les autorités, ils ont parfois échangé leurs noms. La plupart de membres de la famille Orton ne reconnait pas le requérant comme étant leur parent, mais il est révélé plus tard qu'il a acheté leur silence,. Cependant, une ancienne petite amie d'Orton, Mary Ann Loder, l'identifie comme étant Orton.

### Problèmes financiers
Lady Tichborne meurt le 12 mars 1868, privant le requérant non seulement de son meilleur avocat, mais aussi de sa principale source de revenus. La famille est outrée lorsqu'il insiste pour conduire le deuil lors de la messe de funérailles. Sa perte de revenus est cependant rapidement comblée par un fonds, mis en place par ses soutiens, qui lui fournissent une maison près d'Alresford et un revenu de 1 400 £ par an.
En septembre 1868 avec son équipe juridique, le demandeur se rend Amérique du Sud pour rencontrer, face-à-face, des témoins potentiels, à Melipilla, qui pourraient confirmer son identité. Il débarque à Buenos Aires, prétextant vouloir se rendre à Valparaiso par voie terrestre et rejoindre ensuite ses conseils qui poursuivent par voie maritime. Après une attente de deux mois à Buenos Aires, il embarque sur un navire et rentre chez lui. Il explique, cette soudaine volte-face, par des problèmes de santé et la peur des brigands. Ce qui ne convainc pas ses partisans, dont beaucoup lui retirent leur soutien. Holmes, son avocat, démissionne. En outre, lors de leur retour, ses conseils déclarent que personne à Melipilla n'a entendu parler de Tichborne, même si certains se souvenaient d'un jeune marin anglais nommé Arturo.
C'est alors que le requérant fait faillite. En 1870, ses nouveaux conseils juridiques lancent un nouveau programme de collecte de fonds: les « Obligations Tichborne », une émission de mille débentures de 100 £ de valeur nominale, dont les détenteurs seront remboursés avec intérêt lorsque le requérant obtiendra son héritage. Environ 40 000 £ sont ainsi levés, bien que ces obligations se négocient rapidement avec une moins-value considérable et s'échangent très vite pour des sommes dérisoires. Cet expédient permet au requérant de faire face à ses frais juridiques et à son train de vie pendant un certain temps. Après un retard causé par la guerre franco-prussienne et ses séquelles qui ont empêché certains témoins clefs de quitter Paris, le procès civil grâce auquel le requérant espère confirmer son identité, s'ouvre enfin en mai 1871.

## Procès civil:Tichborne contre Lushington(1871–1872)
L'affaire est inscrite à la Cour des plaids-communs sous le titre Tichborne v. Lushington, sous la forme d'une action en expulsion du colonel Lushington, locataire de Tichborne Park. Le but réel, est, cependant, d'établir formellement l'identité du requérant en tant que Sir Roger Tichborne et d'établir ses droits sur les biens familiaux. Faute de quoi il s'expose à être considéré comme un imposteur. En plus des 930 hectares de Tichborne Park, les biens se composent de manoirs, terres et fermes dans le Hampshire, et des propriétés considérables à Londres et ailleurs, produisant au total un revenu annuel de plus de 20 000 £, l'équivalent de plusieurs millions d'euros au XXIe siècle.

### Témoignages et contre-interrogatoire
L'audience, qui a lieu au Palais de Westminster, débute le 11 mai 1871, devant Sir William Bovill, qui est juge en chef de la cour des plaids communs. L'équipe juridique du requérant est dirigée par William Ballantine et Hardinge Giffard, deux avocats très expérimentés. Face à eux, agissant sur instruction de la majeure partie de la famille Tichborne, John Duke Coleridge, solliciteur général (il est promu procureur général au cours de l'audience), et Henry Hawkins, un futur juge de la Haute Cour, qui était alors à l'apogée de son talent de contre-interrogateur,. Dans son discours d'ouverture, Ballantine insiste beaucoup sur l'enfance malheureuse de Roger Tichborne, son père autoritaire, son faible niveau d'éducation et de ses choix souvent peu judicieux en matière de compagnons. Les expériences du requérant sur un bateau non ponté à la suite du naufrage de la Bella ont, dit Ballantine, altéré les souvenirs de ses premières années, ce qui explique sa mémoire incertaine. Les tentatives visant à identifier son client comme étant Arthur Orton sont, affirme Ballantine, les élucubrations d'« irresponsables » enquêteurs privés agissant pour le compte de la famille Tichborne.
Les premiers témoins du requérant sont d'anciens officiers et hommes du régiment de Roger Tichborne, qui déclarent tous être convaincus qu'il s'agit bien de lui. Parmi le personnel de la famille Tichborne, appelé par Ballantine, il y a John Moore, le valet de Roger en Amérique du Sud. Il témoigne que le requérant s'est souvenu de beaucoup de petits détails de leur périple, y compris des vêtements portés et du nom d'un chien qu'ils avaient adopté. Anthony Biddulph, cousin de Roger, explique qu'il n'a accepté de reconnaître le requérant qu'après avoir passé beaucoup de temps en sa compagnie,.
Le 30 mai, Ballantine appelle le requérant à la barre. Au cours de son interrogatoire, il a répond aux questions concernant Arthur Orton, qu'il décrit comme « un homme à l'ossature forte, aux traits accentués et un visage allongé légèrement marqué par la petite vérole ». Il a perdu de vue Orton entre 1862 et 1865, mais ils se sont revus à Wagga Wagga, où le requérant lui a parlé de son héritage. Pendant le contre-interrogatoire, le requérant reste évasif lorsqu'on le presse de donner plus de détails sur sa relation avec Orton, disant qu'il ne veut pas s'incriminer lui-même. Après l'avoir interrogé sur sa visite à Wapping, Hawkins lui demande directement : « Êtes-vous Arthur Orton ? », ce à quoi il répond : « Je ne le suis pas ». Le requérant fait montre d'une totale ignorance lorsqu'il est interrogé au sujet de son passage à Stonyhurst. Il ne peut faire la différence entre Virgile et Euclide, confond latin et grec, et ne comprend ce qu'est la chimie. Il fait sensation quand il déclare qu'il avait séduit Katherine Doughty et que le paquet scellé, donné à Gosford, dont il avait affirmé auparavant ne pas se souvenir du contenu, recelait en fait des instructions à suivre au cas où elle serait enceinte. Rohan McWilliam, dans sa chronique de l'affaire, commente que sur ce point la famille Tichborne se bat non seulement pour ses terres, mais aussi pour l'honneur de Katherine Doughty.

### Verdict
Le 7 juillet, le tribunal ajourne ses audiences pendant quatre mois. À la reprise, Ballantine appelle d'autres témoins, y compris Bogle et Francis Baigent, un ami proche de la famille. Hawkins soutient que Bogle et Baigent fournissent des informations au requérant, mais en contre-interrogatoire, il ne peut ébranler leur conviction que le requérant est bien qui il prétend. En janvier 1872, Coleridge entame son plaidoyer par un discours dans lequel il classe le requérant parmi « les grands imposteurs de l'histoire ». Il a l'intention de prouver que le demandeur est Arthur Orton. Il a plus de 200 témoins à produire, mais il apparaît que seuls quelques-uns suffisent. Lord Bellew, qui a connu Roger Tichborne à Stonyhurst, témoigne que Roger avait des tatouages distinctifs sur le corps que le requérant ne possède pas. Le 4 mars, le jury informe le juge qu'il en a assez entendu et est prêt à rejeter la poursuite du requérant. Après s'être assuré que cette décision était fondée sur l'ensemble du procès et pas uniquement sur les tatouages manquants, Bovill ordonne l'arrestation dur requérant sur l'accusation de parjure et le fait incarcérer à Newgate.

## Procès criminel:Regina contre Castro(1873–1874)

### Juges et avocats
Le procès criminel est inscrit à la cour de la Queen's Bench sous l'intitulé Regina v. Castro, le nom de Castro étant le dernier alias incontesté du requérant. En raison de sa longueur présumée, le procès est agendé en tant que « trial at bar », qui permet à la cour d'être composée d'un panel de trois juges au moins. Le président est Sir Alexander Cockburn, le Lord Chief Justice. Sa décision d'entendre cette affaire suscite la controverse, car au cours de la procédure civile qu'il a publiquement qualifié le requérant de parjure et calomniateur. Les co-juges sont Sir John Mellor et Sir Robert Lush, deux magistrats expérimentés de la Queen's Bench.
Pour l’accusation, il s'agit en grande partie de ceux qui étaient opposés au requérant lors de l'affaire civile, à l'exception de Coleridge. Hawkins dirige l'équipe, ses principaux collaborateurs étant Charles Bowen et James Mathew, tous deux futurs juges,. L'équipe des défenseurs du requérant est significativement restreinte. Il ne désire pas réengager Ballantine, et ses autres avocats du procès civil refusent de poursuivre leur mandat. Il est probable que d'autres déclinent, parce qu'ils savent qu'ils auront à présenter des témoignages à propos de la séduction de Katherine Doughty. Les partisans du requérant engagent finalement Edward Kenealy, un avocat irlandais de talent mais à l'excentricité bien connue. Kenealy a précédemment assuré la défense dans le cadre de plusieurs procès importants, comme celui de l'empoisonneur William Palmer et des dirigeants du Fenian Rising de 1867. Il est secondé par les avocats novices : Patrick MacMahon, un député irlandais souvent absent, et le jeune et inexpérimenté Cooper Wyld. La tâche de Kenealy est rendue plus difficile par plusieurs de ses témoins de la classe supérieure qui refusent de comparaître, sans doute par peur d'être ridiculisé par les avocats de la Couronne. D'autres témoins clefs de l'affaire civile, comme Moore, Baigent et Lipscombe, refusent de témoigner lors du procès criminel.

### Le procès

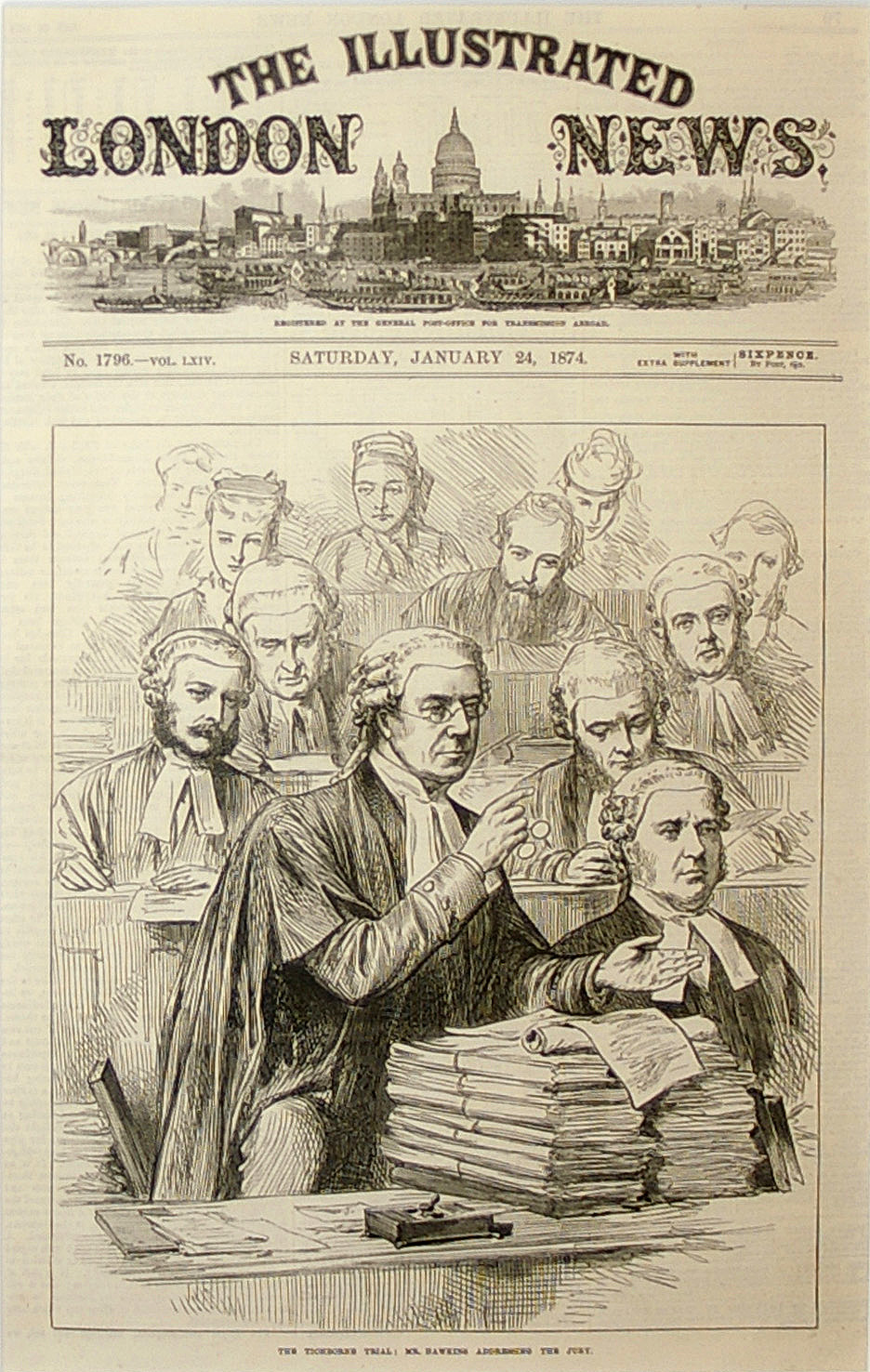
Une illustration de l'époque du procès : Hawkins s'adresse au jury.

Le procès, l'un des plus longs plaidé devant une cour anglaise, commence le 21 avril 1873 et se termine le 28 février 1874, occupant la cour pendant 188 jours,. Le ton est donné par le style agressif de Kenealy. Ses attaques personnelles s'étendent non seulement aux témoins, mais aussi aux magistrats et conduit à des affrontements fréquents avec Cockburn. Selon le code de procédure criminel de cette époque, le requérant, bien que présent à l'audience, n'est pas autorisé à témoigner. Lorsqu'il n'est pas devant la cour, le requérant se délecte de son statut de célébrité, l'écrivain américain Mark Twain, qui est alors à Londres, assiste à un événement au cours duquel le requérant est présent et le décrit comme « un personnage assez fin et majestueux ». Twain observe que ses compagnons sont « des hommes instruits et se mouvant dans la bonne société… Il était "Sir Roger", toujours "Sir Roger" sur toutes les lèvres, pas un n'éludait le titre ».
Au total, Hawkins appelle 215 témoins, y compris ceux venant de France, Melipilla, Australie et Wapping, qui  témoignent, soit que le requérant n'est pas Roger Tichborne, soit qu'il est Arthur Orton. Un expert en graphologie témoigne que l'écriture du requérant ressemble à celle d'Orton mais pas à celle de Roger Tichborne. Toute l'histoire du sauvetage par l’Osprey est, affirme Hawkins, un mensonge. Un navire de ce nom est bien arrivé à Melbourne en juillet 1854, mais il ne correspond pas à la description du requérant. En outre, le requérant n'a pas donné le nom correct du capitaine l’Osprey, et les noms qu'il a donnés pour deux membres d'équipage se trouvent appartenir à des marins du Middleton, le navire qui a déposé Orton à Hobart. Aucune mention d'un sauvetage n'a été trouvée dans le journal de bord de l’Osprey ou dans les dossiers de capitainerie de Melbourne capitainerie. Témoignant sur le contenu du paquet scellé, Gosford révèle qu'il contenait des informations concernant la cession de certaines propriétés, mais rien concernant la séduction ou la grossesse de Katherine Doughty.
La défense de Kenealy soutient que le requérant est victime d'un complot englobant l’Église catholique, le gouvernement et l'ordre juridique. Il cherche souvent à démolir la personnalité des témoins, comme avec Lord Bellew, dont il détruit la réputation en révélant les détails de l'adultère de ce dernier. Les témoins de Kenealy y compris Bogle et Biddulph, restent fermes. Un témoignage sensationnel est fait par un marin appelé Jean Luie, qui affirme qu'il était sur l’Osprey au cours du sauvetage. Luie identifie le requérant comme étant « Mr Rogers », l'un des six survivants repêchés et emmenés à Melbourne. Après enquête Luie se révèle être un imposteur, un ancien prisonnier qui était en Angleterre à l'époque du naufrage de la Bella. Il est reconnu coupable de parjure et condamné à sept ans de prison.

### Synthèse, verdict et sentence
Après les plaidoiries de Kenealy et Hawkins, Cockburn commence sa synthèse le 29 janvier 1874. Son discours est précédé par une dénonciation sévère de la conduite de Kenealy, « la réprimande la plus longue, la plus sévère et la plus méritée jamais administrée par la magistrature à un membre du barreau », selon John Morse chroniqueur du procès. Le ton de la récapitulation est partisan, attirant souvent l'attention du jury sur l'« ignorance crasse et étonnante » du requérant pour des choses qu'il saurait certainement s'il était Roger Tichborne. Cockburn rejette la version du requérant quant au contenu du paquet scellé et toutes suputations à l'encontre de l'honneur de Katherine Doughty,. À propos de la péroraison de Cockburn, Morse fait remarquer que « jamais détermination plus résolue ne fut manifestée [par un juge] pour s'assurer du résultat ». Bien qu'une grande partie de la presse applaudisse la franchise de Cockburn, son résumé est aussi critiqué comme étant « un Niagara de condamnations » plutôt qu'un compte-rendu impartial.
Les jurés se retirent pour délibérer le 28 février à midi et reviennent devant la cour trente minutes plus tard. Leur verdict déclare que le requérant n'est pas Roger Tichborne, qu'il n'a pas séduit Katherine Doughty et qu'il est en fait Arthur Orton. Il est par conséquent convaincu de parjure. Le jury ajoute une condamnation de la conduite de Kenealy pendant le procès. Après que les juges eurent refusé sa demande de s'adresser à la cour, le requérant est condamné à deux peines cumulées de sept ans de prison. Le comportement de Kenealy marque la fin de sa carrière d'avocat; il est expulsé du Oxford circuit et de la Gray's Inn, si bien qu'il ne peut plus pratiquer. Le 2 décembre 1874 le Lord Chancellor révoque la lettre patente de Kenealy qui lui conférait le titre de Queen's Counsel.

## Conséquences

### Mouvement populaire

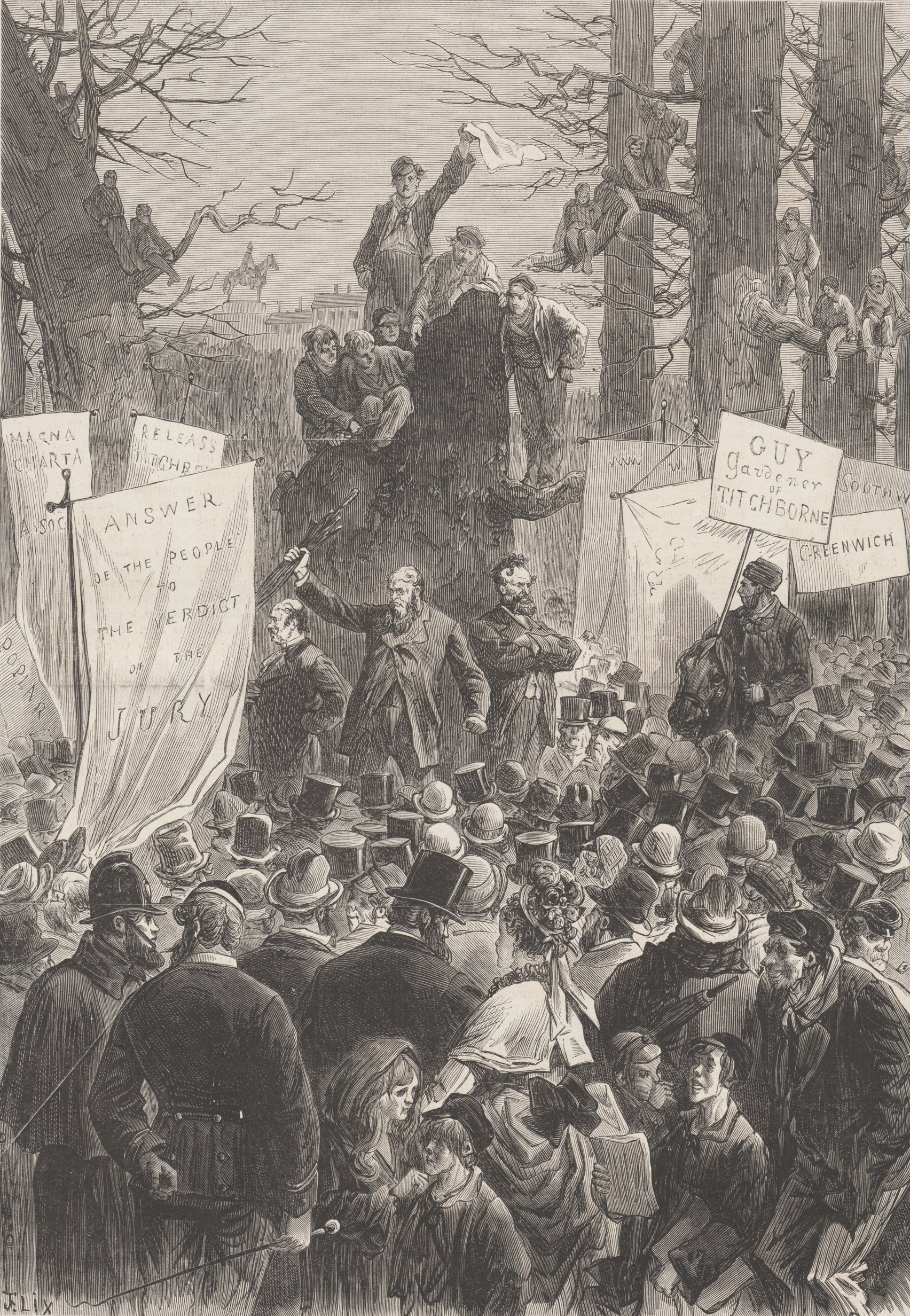
Manifestation pour la mise en liberté de Tichborne (Hyde Park, 29 mars 1875).

Le verdict du tribunal fait enfler la marée populaire en faveur du requérant. Lui et Kenealy sont salués comme des héros, ce-dernier comme un martyr qui a sacrifié sa carrière d'avocat.
George Bernard Shaw, souligne, beaucoup plus tard, le paradoxe selon lequel le requérant a été perçu comme un membre de la classe ouvrière déchu de ses droits par la « nomenklatura » britannique,.
En avril 1874, Kenealy lance un mouvement politique, la « Magna Charta Association », avec un vaste programme qui reprend certaines des revendications des chartistes des années 1830 et 1840. En février 1875, Kenealy se présente à une élection partielle, pour la circonscription de Stoke-upon-Trent, comme « candidat du peuple », et l'emporte à une écrasante majorité. Cependant, il ne parvient pas à convaincre la Chambre des communes d'établir une commission royale d'enquête sur le procès Tichborne, sa proposition n'obtient qu'une voix, la sienne, et le soutien de deux scrutateurs sans droit de vote et 433 voix contre,. Par la suite, au sein du parlement, Kenealy devient une figure souvent tournée en dérision, et la plupart de ses campagnes se mènent ailleurs. Pendant les années où le « mouvement Tichborne » est populaire, un marché important de souvenirs s'est créé, sous forme de médaillons, de figurines en porcelaine, de broderies et autres bibelots. Cependant, dès 1880, l'intérêt pour l'affaire diminue et, lors des élections générales de cette année là, Kenealy est lourdement défait. Il meurt d'une insuffisance cardiaque quelques jours après l'élection. La « Magna Charta Association » poursuit son action politique pendant encore quelques années, mais son audience diminue peu à peu. The Englishman, le journal fondé par Kenealy pendant le procès, cesse de paraître en mai 1886, et il n'existe aucune trace d'activités de l'association après cette date.

### Le requérant sort de prison
Le requérant obtient une libération conditionnelle le 11 octobre 1884 après avoir purgé dix années de prison. Il est beaucoup plus mince. Dans une lettre à Onslow datée de mai 1875, il indique avoir perdu 67 kg. Tout au long de sa détention, il a soutenu qu'il est Roger Tichborne, mais une fois relâché, il déçoit ses soutiens en ne montrant aucun intérêt pour la « Magna Charta Association », signant à la place un contrat pour une tournée dans les music halls et les cirques. L'intérêt du public britannique a cependant largement diminué, en 1886, il part à New York, mais ne parvient pas inspirer l'enthousiasme du public et finit par travailler comme barman.
Il rentre en Angleterre en 1887, où, bien que n'étant pas officiellement divorcé de Mary Ann Bryant, il épouse une chanteuse de music-hall, Lily Enever. En 1895, pour un montant de quelques centaines de livres, il avoue dans le quotidien The People qu'il est en fait Arthur Orton. Avec cette somme, il ouvre un petit bureau de tabac à Islington. Cependant, il revient rapidement sur ses aveux et prétend à nouveau qu'il est Roger Tichborne. Sa boutique fait faillite, comme la plupart de ses autres tentatives commerciales, et il meurt dans le dénuement, d'une maladie cardiaque, le 1er avril 1898. Ses funérailles provoquent un bref regain d'intérêt. Environ 5 000 personnes assistent, au cimetière de Paddington, à son inhumation dans une tombe anonyme pour indigent. Dans ce que McWilliam appelle « un acte d'une générosité extraordinaire », la famille Tichborne autorise qu'une carte portant le nom de « Sir Roger Charles Doughty Tichborne » soit placée sur le cercueil avant l'inhumation. Le nom « Tichborne » est enregistré dans les registres du cimetière.

### Conclusion
Les commentateurs acceptent généralement le verdict du procès selon lequel le requérant est Arthur Orton. Cependant, McWilliam cite l'étude très fouillée de Douglas Woodruff (1957), dans lequel l'auteur postule que le requérant aurait pu être en fait Roger Tichborne. L'argument principal de Woodruff est la pure invraisemblance selon laquelle quelqu'un aurait pu concevoir une telle imposture à partir de zéro, à une telle distance, puis la mettre en œuvre : « cela pousserait l'effronterie au-delà des limites du bon sens, si Arthur Orton avait embarqué avec sa femme et sa suite pour traverser le monde, sachant qu'ils seraient tous bien démunis s'il ne réussissait à convaincre une femme, qu'il n'avait jamais rencontrée, sans rien savoir de première main, qu'il était son fils. »
Des tentatives furent faites pour concilier certaines des troublantes incertitudes et contradictions de l'affaire. Pour expliquer le degré de ressemblance faciale (que même Cockburn accepta) du requérant avec la famille Tichborne, Onslow suggéra dans The Englishman que la mère d'Orton était une fille illégitime de Sir Henry Tichborne, grand-père de Roger Tichborne. Une alternative serait que la mère d'Orton ait été séduite par James Tichborne, faisant d'Orton et de Roger des demi-frères. D'autres versions supputent qu'Orton et Roger aient été complices d'activités criminelles en Australie et qu'Orton ait tué Roger et pris ensuite son identité. La fille du requérant et de Mary Ann Bryant, Teresa Mary Agnes, soutint que son père lui avait avoué avoir tué Arthur Orton et ne pouvait donc divulguer les détails de ses années en Australie. Il n'existe aucune preuve directe de l'une de ces théories.
Woodruff fait valoir que les verdicts, justes, compte tenu des témoignages devant les tribunaux, n'ont pas complètement levé le « grand doute » qui pesait sur l'affaire comme l'admettait Cockburn. Woodruff écrivit en 1957: « Probablement pour toujours, maintenant, sa clé depuis longtemps perdue... un mystère demeure ». Brian Brindley écrivit en 1998 qu'un test ADN pourrait résoudre ce mystère. L'énigme a inspiré des romanciers, des poètes et des cinéastes qui adaptèrent et racontèrent cette histoire. Comme le conclut Woodruff : « l'homme qui s'était lui-même perdu marche toujours dans l'histoire, sans autre nom que celui que la voix populaire de son temps lui accorda: le requérant »,.